# Eliminatoria a la Copa Africana de Naciones Sub-17 2017
La Eliminatoria a la Copa Africana de Naciones Sub-17 2017 se juega del 24 de junio al 2 de octubre del 2016 y cuenta con la participación de 39 selecciones infantiles de África que pelean por 7 plazas para la fase final del torneo a celebrarse en Gabón junto al país anfitrión.

## Ronda preliminar
| Equipo 1   | Agr.    | Equipo 2     | Ida | Vuelta |
| ---------- | ------- | ------------ | --- | ------ |
| Ghana      | w/o     | Liberia      | -   | -      |
| Benín      | w/o     | Sierra Leona | -   | -      |
| Libia      | 4-4 (v) | Argelia      | 3-2 | 1-2    |
| RD Congo   | w/o     | Chad         | -   | -      |
| Mauritania | 1-2     | Marruecos    | 1-0 | 0-2    |
| Sudán      | 16-0    | Yibuti       | 8-0 | 8-0    |
| Malaui     | w/o     | Kenia        | -   | -      |
| Tanzania   | 9-0     | Seychelles   | 3-0 | 6-0    |
| Namibia    | 2-2 (v) | Botsuana     | 1-0 | 1-2    |
| Lesoto     | w/o     | Mauricio     | -   | -      |
| Comoras    | w/o     | Zimbabue     | -   | -      |

Nota
República Democrática del Congo informó que sus selecciones Sub-17 y Sub-20 se retiran.

## Primera ronda
| Equipo 1  | Agr.        | Equipo 2        | Ida | Vuelta |
| --------- | ----------- | --------------- | --- | ------ |
| Ghana     | 6-5         | Burkina Faso    | 5-1 | 1-4    |
| Benín     | 2-4         | Costa de Marfil | 1-1 | 1-3    |
| Nigeria   | 2-3         | Níger           | 1-0 | 1-3    |
| Argelia   | 0-1         | Gabón           | 0-0 | 0-1    |
| Chad      | w/o         | Malí            | 0-9 | -      |
| Egipto    | 2-5         | Etiopía         | 1-3 | 1-2    |
| Túnez     | 4-6         | Senegal         | 2-3 | 2-3    |
| Guinea    | 2-2 (3-2 p) | Marruecos       | 1-1 | 1-1    |
| Zambia    | 0-2         | Sudán           | 0-0 | 0-2    |
| Camerún   | 9-1         | Kenia           | 7-0 | 2-1    |
| Sudáfrica | 1-3         | Tanzania        | 1-1 | 0-2    |
| Namibia   | 1-5         | Congo           | 1-2 | 0-3    |
| Mauricio  | 0-4         | Angola          | 0-1 | 0-3    |
| Comoras   | 5-1         | Mozambique      | 2-1 | 3-0    |

## Segunda ronda
| Equipo 1 | Agr.    | Equipo 2        | Ida | Vuelta |
| -------- | ------- | --------------- | --- | ------ |
| Ghana    | 3-1     | Costa de Marfil | 3-1 | 0-0    |
| Níger    | 4-3     | Gabón           | 1-0 | 3-3    |
| Mali     | 4-1     | Etiopía         | 2-0 | 2-1    |
| Senegal  | 1-2     | Guinea          | 0-1 | 1-1    |
| Sudán    | 5-7     | Camerún         | 4-2 | 1-5    |
| Tanzania | 3-3 (v) | Congo           | 3-2 | 0-1    |
| Angola   | 7-0     | Comoras         | 5-0 | 2-0    |

## Nota
El partido Tanzania v/s Congo se jugó normalmente, sin embargo, Congo fue descalificado a pesar de haber ganado la llave por mejor gol de visitante.
Más tarde, el Comité Ejecutivo de la CAF se reunió el 3 de febrero de 2017 en Libreville, Gabón y descalificó a Congo debido a que la Federación de Fútbol de Tanzania presentó una protesta sobre la elegibilidad de jugador congoleño, Langa Lesse Bercy al no realizarse la prueba de imagen de resonancia magnética (RM) en El Cairo, Egipto.
Por lo tanto, el Congo es descalificado y será reemplazado por Tanzania para la fase final.